# Eupsilia
Eupsilia är ett släkte av fjärilar som beskrevs av Jacob Hübner 1821. Eupsilia ingår i familjen nattflyn.

## Dottertaxa tillEupsilia, i alfabetisk ordning[1][2]
- Eupsilia albipuncta
- Eupsilia boursini
- Eupsilia brunnea
- Eupsilia brunneor
- Eupsilia brunneor-flavomaculata
- Eupsilia brunneor-rufomaculata
- Eupsilia castanea
- Eupsilia cirripalea
- Eupsilia colorado
- Eupsilia contacta
- Eupsilia delicata
- Eupsilia devia
- Eupsilia effusa
- Eupsilia flavimaculata
- Eupsilia fringata
- Eupsilia hidakaensis
- Eupsilia iuncta-brunnea
- Eupsilia iuncta-rufescens
- Eupsilia iuncta-satelitium
- Eupsilia knowltoni
- Eupsilia kurenzovi
- Eupsilia morrisoni
- Eupsilia nigrescens
- Eupsilia nigricans
- Eupsilia nigrolineata
- Eupsilia ochrea
- Eupsilia olivacea
- Eupsilia opaca
- Eupsilia quadrilinea
- Eupsilia quinquilinea
- Eupsilia rufescens
- Eupsilia rufosatellitia
- Eupsilia satellitia
- Eupsilia sidus
- Eupsilia sodalis
- Eupsilia strigifera
- Eupsilia transversa
- Eupsilia tripunctata
- Eupsilia tristigmata
- Eupsilia unicolor
- Eupsilia unipuncta
- Eupsilia walkeri
- Eupsilia vinulenta
- Eupsilia virescens